# Бэтмен: Рыцарь Готэма
Бэтмен: Рыцарь Готэма (яп. バットマン ゴッサムナイト) (англ. Batman: Gotham Knight) — американско-японский аниме-фильм 2008 года, выпущенный сразу на видео как антология и основанный на комиксах о супергерое Бэтмене. Является третьим, входящим в состав серии Оригинальных анимационных фильмов вселенной DC. Состоит из 6 короткометражных частей. Хотя главное — это аниме, каждый сюжет отличен от другого своим художественным исполнением, но все серии взаимосвязаны. Очевидно сходство с «Аниматрицей». Действие происходит в промежутке между «Бэтмен: Начало» и «Тёмный рыцарь». Кристофер Нолан и актёры кинотрилогии не принимали участия в проекте. Фильму был присвоен рейтинг PG-13. Существуют версии на одном DVD, специальная двухдисковая и Blu-Ray. В США телепремьера состоялась 4 октября 2008 года на канале Cartoon Network. 22 августа 2020 года прошла трансляция в блоке Toonami как часть DC FanDome. В России фильм был показан по телеканалу «2x2».

## Сюжет
1. Я вам такое расскажу (англ. Have I Got a Story For You (Studio 4°C), режиссёр — Сёдзиро Нисими, сценарист — Джош Олсон)
  - Бэтмен выслеживает преступника, известного как «Человек в чёрном». Об этом и прочем рассказывают друг другу четверо подростков, которые видели Летучую мышь. Именно страх и богатая фантазия молодых людей рисуют таинственную Тень довольно причудливо. Это отсылает к эпизоду «Легенды о Тёмном Рыцаре» мультсериала «Новые приключения Бэтмена»[9].
2. Перекрёстный огонь (Crossfire (Production I.G), режиссёр — Футоси Хигасидэ, сценарист — Грег Рука)
  - Двое полицейских Готэма — детективы Крисп Аллен и Анна Рамирес — оказались под прицелом во время разборки мафиозных группировок и попали в кровавую историю. В некотором смысле этот эпизод может быть похожим на «P.O.V.» Batman: The Animated Series[10], так как большинство событий описывается глазами Аллена и Рамирес, а Бэтмен появляется лишь изредка.
3. Полевые испытания (Field Test (Bee Train), режиссёр — Хироси Мориока, сценарист — Джордан Голдберг)
  - Внимание криминальных структур на тот раз привлекло новое высокотехнологичное устройство, разработанное лабораторией Люциуса Фокса в компании Уэйна. Как и раньше, в деле участвует русская мафия. Бэтмену предстоит нелёгкая борьба.
4. Во тьме обитает (In Darkness Dwells (Madhouse), режиссёр — Ясухиро Аоки, сценарист — Дэвид Гойер)
  - Местный священник был похищен неизвестным монстром. Полиция начинает расследование. В попытке выяснить, кто или что стоит за всем этим, Бэтмен сталкивается со злейшими врагами и вступает с ними в жестокую схватку.
5. Преодолевая боль (Working Through Pain (Studio 4°C), режиссёр — Тосиюки Кубоока, сценарист — Брайан Аззарелло)
  - Молодой Брюс Уэйн проходит через ряд испытаний, на нелёгком пути достигая, казалось бы, невозможной цели — превзойти боль и оказаться вне её.
6. Дэдшот (Deadshot (Madhouse), режиссёр — Ён Сик Нам, сценарист — Алан Бёрнетт)
  - В Готэме появился опасный наёмный убийца, меткий стрелок, призванный мафией решить застарелые проблемы. Теперь мишенью стали лейтенант Джеймс Гордон и его помощник, неуловимый мститель — Бэтмен, у которого нет права на ошибку[11].

## Роли озвучивали
- Кевин Конрой — Брюс Уэйн / Бэтмен
- Уилл Фридл — Сектант, Антон
- Дэвид Маккаллум — Альфред Пенниуорт
- Джим Мескимен — Лейтенант Джеймс Гордон, Дэдшот
- Ана Ортис — Анна Рамирес
- Брайан Джордж — О’Фаллон, Арман, Потрёпанный человек
- Джордж Ньюберн — Человек в чёрном, Гвидо
- Кори Бёртон — Русский, Рональд Маршалл, Джонатан Крейн / Пугало (часть 4)
- Гэри Дурдан — Аллен Крисп
- Роб Полсен — Сэл Марони, Человек-крот
- Джейсон Мэрсден — Полицейский, Доктор, Томас Уэйн
- Награ Парминдер — Кассандра
- Кевин Майкл Ричардсон — Люциус Фокс, Эйвери
- Хинден Уолш — Молодая Кассандра, Юный Брюс, Работница компании
- Пэт Масик — Ведущая новостей
- Андреа Романо — Диспетчер, Марта Уэйн
- Скотт Менвилль — B-Devil, Полицейский
- Аланна Юбак — Дэндер
- Кристал Скейлс — Meesh
- Кори Пэднос — Porkchop

## Саундтрек
Саундтрек вышел в формате CD в 2008 году.
| Номер | Название трека                                                      | Композитор      | Длительность |
| ----- | ------------------------------------------------------------------- | --------------- | ------------ |
| 01    | Main Titles / Intro / Interlude / Punk Skater / Trouble At The Dock | Кристофер Дрейк | 2:28         |
| 02    | Living Shadow / Living Shadow Finale                                | Кристофер Дрейк | 1:45         |
| 03    | Skater Girl / Trouble In the City                                   | Кристофер Дрейк | 0:50         |
| 04    | Batmonster Appears / Batmonster Do-Over / Batmonster Finale         | Кристофер Дрейк | 2:18         |
| 05    | Rooftop Robbery / Robobat                                           | Кристофер Дрейк | 1:44         |
| 06    | Have I Got A Story For You Finale                                   | Кристофер Дрейк | 1:35         |
| 07    | Crossfire                                                           | Кевин Мантей    | 4:49         |
| 08    | Inferno                                                             | Кевин Мантей    | 5:48         |
| 09    | New Device                                                          | Роберт Крал     | 1:22         |
| 10    | Trigger A Device / As Good As Your Drive                            | Роберт Крал     | 1:10         |
| 11    | A Russian In His Grave / It Works Too Well                          | Роберт Крал     | 3:53         |
| 12    | In Darkness Dwells Intro                                            | Кристофер Дрейк | 1:00         |
| 13    | Gordon’s Cannibal / Ghost Station                                   | Кристофер Дрейк | 3:00         |
| 14    | Epidermolytic Hyperkeratosis                                        | Кристофер Дрейк | 0:43         |
| 15    | Killer Croc / Hallucinations / Scarecrow Interrupted                | Кристофер Дрейк | 3:19         |
| 16    | Escape And End                                                      | Кристофер Дрейк | 1:45         |
| 17    | Working Through Pain / The Fall                                     | Кевин Мантей    | 1:46         |
| 18    | Bazaar                                                              | Кевин Мантей    | 0:26         |
| 19    | There Is Another / Training                                         | Кевин Мантей    | 2:46         |
| 20    | Rejected And Despised                                               | Кевин Мантей    | 1:30         |
| 21    | Painless Fight/ I Can’t                                             | Кевин Мантей    | 3:23         |
| 22    | Parents Killed                                                      | Роберт Крал     | 0:54         |
| 23    | Gun Attraction / Park Killing                                       | Роберт Крал     | 1:26         |
| 24    | Gordon / Batman / The Train                                         | Роберт Крал     | 6:14         |
| 25    | His Life’s Quest                                                    | Роберт Крал     | 0:56         |
| 26    | Batman Gotham Knight End Credits Suite                              | Роберт Крал     | 5:02         |

## Выпуск
«Бэтмен: Рыцарь Готэма» был издан Warner Home Video на DVD и Blu-ray 8 июля 2008 года в формате 1,78:1 (16:9) и со звуком Dolby Digital 5.1. Продажи достигли 8 542 683 долларов по данным The Numbers.
Ввиду нескольких участвовавших в производстве компаний, у каждого эпизода свои тон и качество. Техническим минусом является зернистость, ярким примером которой выступает «Во тьме обитает». Иногда бывают проблемы с градиентом светлых цветов, например, в «Я вам такое расскажу», когда у Бэтмена во время движения присутствуют мерцающие синие пиксели по всему телу. Подобные недостатки отвлекают от просмотра, разочаровывают и мешают «Рыцарю Готэма» выглядеть лучше. Но плохие детали в большинстве случаев кажутся побочным продуктом трансфера, а не исходным материалом. Рецензент заметил, что «в конце концов, это Бэтмен, а Готэм — грязное место». В отличие от видео, пятиканальное звуковое сопровождение хорошее. Музыку, фоновый шум и эффекты удобно слушаются на тыловом канале. Для «погружения» можно прибавить бас во время сражений с Кроком и Дэдшотом. Диалоги идут на фронтальном канале без существенного разделения. Двухдисковая версия содержит много бонусного материала, но не всё касается данной антологии. На первом диске представлены анонс и кадры мультфильма «Чудо-женщина» (10 минут); аудиокомментарии Кевина Конроя, Денниса О'Нила и Грегори Новека к каждой части «Рыцаря Готэма». На втором диске присутствуют 35-минутный документальный фильм «Зеркало для Летучей мыши», где рассказывается о Бэтмене и злодеях из его мира; «Бэтмен и я, преданность судьбе: история Боба Кейна» продолжительностью 38 минут, включая биографию создателя и мнения разных людей, от Марка Хэмилла до Стэна Ли. Последнее дополнение — четыре эпизода мультсериала «Бэтмен»: «Легенды о Тёмном рыцаре», «Ледяное сердце», «За гранью» и «Я ночь». В итоге DVD Talk назвал это релизом не для всех и поставил оценку «рекомендовано». То же самое касалось и Blu-ray, где 1080p (VC-1) не смог полностью раскрыть потенциал диска, что связано с использованием создателями эффектов тумана и дымки. В результате видео выглядит немного тусклым. IGN оценил Blu-ray на 8 из 10 баллов, но такой результат обеспечили дополнительные материалы, а не сюжет, видео и звук.
В создании участвовал Ёсиаки Кавадзири, но он был настолько раздражён своей работой, что его имя удалили из титров. Warner Bros. выпустила фильм без указания аниме на футляре диска, где присутствовало лишь упоминание «лучших режиссёров анимации». Кавадзири числился в проекте, но к моменту выхода часть «Дэдшот» была приписана режиссёру Ён Сик Наму и студии Dong Woo Animation. Поэтому титры выглядят странно: персонал фильма состоит из японских студий и художников, но в «Дэдшоте» просто перечисляется «анимация Madhouse», а затем уже подробно — корейские сотрудники. Предположительно, было давление со стороны продюсеров, и Кавадзири пришлось стать Аланом Смити.
Российское издание на DVD было анонсировано на 15 июля 2008 года, но в конце месяца пропало из всех каталогов и списков ближайших релизов. При этом никакой информации о переносе или отмене не поступало.
Также в 2008 году была выпущена новеллизация Batman: Gotham Knight за авторством Луизы Симонсон.
Костюм Бэтмена, основанный на эпизоде «Полевые испытания», появился в компьютерной игре Batman: Arkham Knight.

## Критика
На сайте Rotten Tomatoes рейтинг составляет 75 % на основе 8 рецензий. В 2008 году фильм выдвигался на премию «Энни» в разделах за лучший домашний анимационный фильм и за лучшую музыку в анимационном полнометражном фильме, но остался без наград.
Сайт Empire поставил четыре звезды из пяти и отметил долгожданное возвращение Кевина Конроя из мультсериала «Бэтмен». The Austin Chronicle также выделяет озвучивание Конроя в роли Тёмного рыцаря, что было верным решением со стороны продюсеров. Лучшим назван первый эпизод, худшим — третий. Comic Book Resources написал в память умершего в 2022 году актёра, что без Кристиана Бейла Конрой был единственной кандидатурой, для фильма он стал «последней частью головоломки». Во многом он сыграл Брюса Уэйна таким же, как и в трилогии: моложе, чем его версия из мультсериала, и гораздо менее уверенным в себе.
TV Guide считает, что хотя результат не совсем оправдывает ожидания, поклонникам Бэтмена стоит посмотреть фильм. Основной недостаток — беспорядочная структура антологии. Это кажется проектом мечты энтузиаста комиксов. В конечном счёте, участие большого количества сценаристов и режиссёров похоже на техническое упражнение, а не на окончательное видение. Screen Rant определяет фильм как дань уважения «Аниматрице» (точнее — плагиат). Их нельзя не сравнивать: «Аниматрица» более дальновидная, смелая и революционная, чем «Рыцарь Готэма». Лучшие эпизоды по мнению рецензента: «Во тьме обитает» и «Преодолевая боль», худший — «Я вам такое расскажу». С одной стороны, DC Comics решила заработать немного денег на франшизе, но из-за японской анимации нельзя сказать, что «Рыцарь Готэма» — халтура. С другой, «Аниматрицы» не вышло — истории получились слишком разнородными. Именно поэтому смотреть сборник с удовольствием могут только фанаты.
Согласно обзору IGN, попытка объединить индустрии аниме и американской мультипликации не соответствует высоким стандартам кино и в целом разочаровывает по сравнению с предшественниками. По любым меркам, при создании фильма Warner Bros. не приложила никаких усилий. Но среди поклонников супергеройской анимации мало кто вызывает такое же уважение, как Брюс Тимм, который постоянно участвовал в производстве. Аниме-студии одинаково впечатляют. Однако короткометражные части не особенно запоминаются. Большинство популярных тем зрители видели или читали раньше, в четырёх из шести эпизодов отсутствуют традиционные злодеи из вселенной Бэтмена. Мелочи не привлекают внимание. Вопрос заключается в том, насколько фильм соответствует видению Кристофера Нолана. По сравнению с «Тёмным рыцарем», они абсолютно разные. Отчасти это произошло из-за «эксцентричного и напыщенного характера режиссёров аниме», но главным образом из-за решений продюсеров и сценаристов. Было бы интересно увидеть намёки на Джокера, хотя создатели явно не могли показать Клоун-Принца преступного мира, потому что Warner Bros. запрещала такие кроссоверы. В итоге «Бэтмен: Рыцарь Готэма» попадает под определение фансервиса для гиков.
Collider назвал «Бэтмен: Рыцарь Готэма» одним из самых игнорируемых анимационных фильмов о Крестоносце в плаще, хотя он заслуживает лучшего. Его затмил «Тёмный рыцарь», оставив позади как «любопытную сноску». Концепция коротких выпусков похожа на «монстров недели» в таких сериалах, как «Секретные материалы» и «Звёздный путь: Следующее поколение». Начальный фрагмент отдаёт должное «Расёмону» (у каждого человека своя точка зрения). Ответ на вопрос «почему так мало фильмов, в которых используется формат антологии?» заключается в качестве. Если некоторые эпизоды могут получить высокие рейтинги, то остальные будут забыты сразу же после финальных титров. С этой проблемой приходится сталкиваться от «Тяжёлого металла» до «Баллады Бастера Скраггса». DC попыталась рассказать несколько историй глазами Хэла Джордана в фильме «Зелёный Фонарь: Изумрудные рыцари» с неоднозначным результатом (одни и те же режиссёры в шести частях, общий художественный стиль), а Disney+ переосмыслить кинематографическую вселенную Marvel в сериале «Что, если…?», где только половина придерживается антологии.
Журнал «АнимеГид» подчеркнул, что выпуск DC Comics аниме про Бэтмена не стал чем-то новым — первопроходцами в США были Вачовски с «Аниматрицей». Но Batman: Gotham Knight нельзя назвать блестящим. И виновны в этом не японские студии, а голливудские сценаристы. Исключение составляет первая часть Have I Got a Story for You («А вот я вам расскажу»), нарисованная теми же людьми, что создавали фильм «Железобетон». Первый эпизод рассказывает о том, что каждый видит Бэтмена по-своему: для одних он звероящер, «химера парижской Богоматери», чёрт, робот; для других — человек, который смертельно устал бороться со злом, но не собирается (не может или не хочет) опускать руки. Have I Got a Story for You закрывает тему «Бэтмен с разных точек зрения» настолько убедительно, что остальные пять фрагментов фильма могли бы рассчитывать только на увлекательный сюжет, который у сценаристов не получился. Русская мафия в шапках-ушанках, лечебница Аркхем имени доктора Калигари, чудо-ящерица в готической церкви, Брюс Уэйн в Индии, «непобедимый» киллер в готэмском метро — всё лишено энергии, загадок, внутренней тьмы, тайны разума и самовыражения. Итог оказался плачевным. Batman: Gotham Knight является иллюстрацией принципа, о котором писал Борис Иванов: нетрудно взять круглую сумму денег, сочинить сценарий, заказать производство японцам и получить «настоящее аниме». Больше ничего за этим не следует.
По мнению Anime News Network, в «Бэтмен: Рыцарь Готэма» предпринимается попытка связного повествования, но на самом деле вышли шесть разных историй. Warner Bros. рекламировала фильм как «мост», призванный заполнить пробел между «Бэтмен: Начало» и «Тёмный рыцарь», однако это не совсем так — получился отдельный материал. Любой человек, хотя бы отдалённо знакомый с Бэтменом, будет «как дома», не нуждаясь в объяснениях. Проблема в том, что выпуск довольно неравномерный и не поднимается выше посредственного уровня, хотя стремится быть приличным. «Я вам такое расскажу» — самая непринуждённая из шести частей, режиссёр Сёдзиро Нисими работал дизайнером персонажей в «Железобетоне». «Перекрёстный огонь» Футоси Хигасидэ — слабейший, неестественный, с плохим сценарием и дешёвой анимацией. Это пример того, как не следует использовать аниме для демонстрации творческого и визуального таланта. Мафиозная война между русскими и итальянцами является связующей нитью оставшихся серий. «Полевые испытания» — самое традиционное аниме в фильме со стереотипным дизайном персонажей (бисёнэн Брюс Уэйн). «Во тьме обитает» Ясухиро Аоки из студии Madhouse красиво анимировано, но сюжетно запутано. «Преодолевая боль» — возможно, лучшая часть, но её не хватило, чтобы «Рыцарь Готэма» стал более успешным. «Дэдшот» — «удивительно глупая история» об опытном убийце, который уничтожает элиту Готэма. Сражающийся с ним Бэтмен говорит в стиле Человека-паука, а Дэдшот в суперзлодейской манере. Как ни странно, эта часть явно должна была стать главной в фильме; данные изображения используются в маркетинге, а дизайн персонажей указывает на Ёсиаки Кавадзири. Минус заключается в неудачной реализации и короткой продолжительности. В конечном счете, «Бэтмен: Рыцарь Готэма» сводится к нулю. Фильм мог сработать, если бы создатели пошли по пути «Аниматрицы», рассказывая самостоятельные истории с увеличенным хронометражем или взяли бы реплики из стандартных полнометражных анимационных фильмов DC.